# São João Baptista (Tomar)
São João Baptista ist ein Ort und eine ehemalige Gemeinde (Freguesia) im portugiesischen Kreis Tomar. Die Gemeinde hatte 5560 Einwohner (Stand 30. Juni 2011).

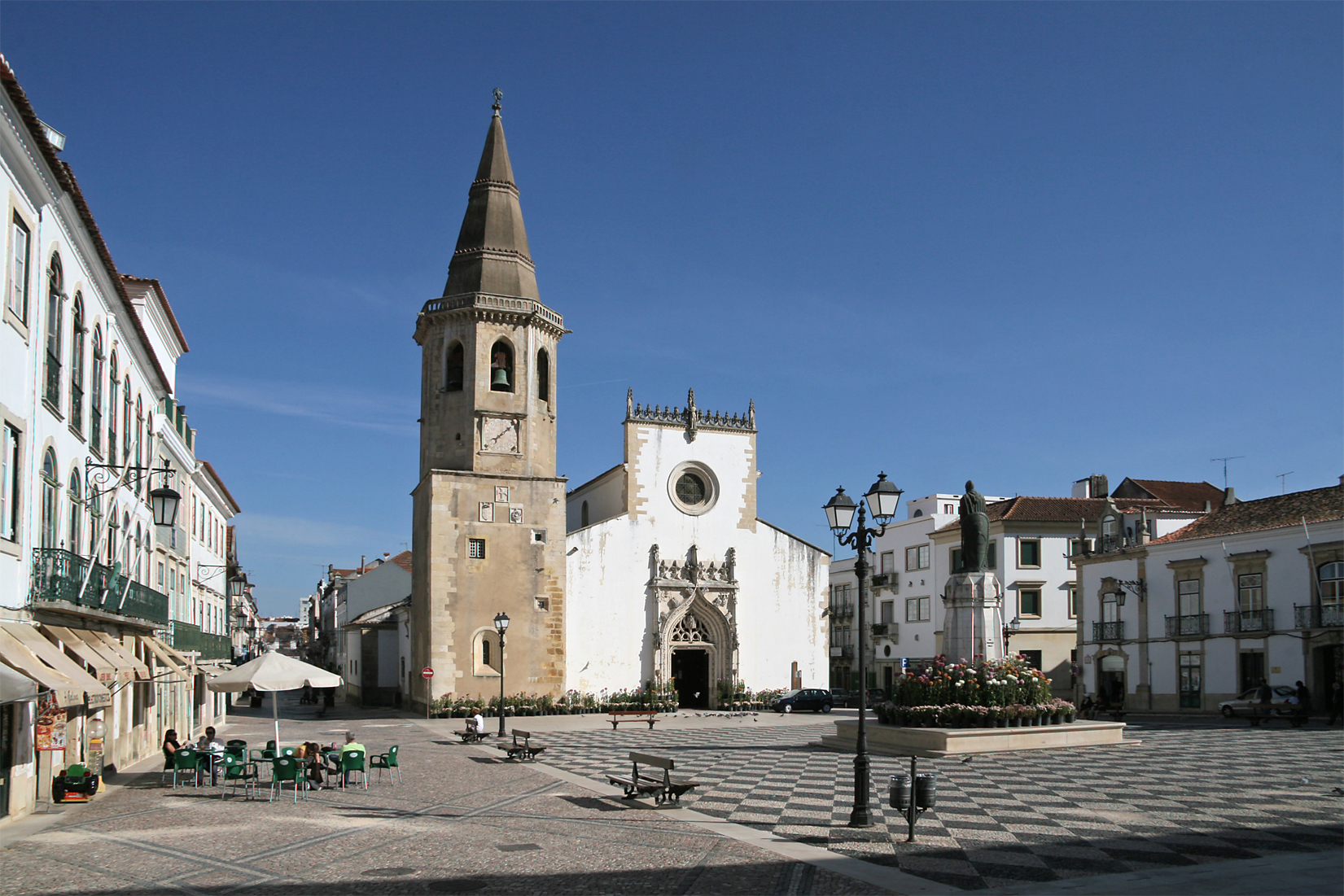
Kirche São João Baptista an der Praça da República in Tomar

Am 29. September 2013 wurden die Gemeinden Tomar (São João Baptista) und Santa Maria dos Olivais zur neuen Gemeinde União das Freguesias de Tomar (São João Baptista) e Santa Maria dos Olivais zusammengeschlossen.